# Chaiturus marrubiastrum
Chaiturus es un género monotípico de plantas con flores perteneciente a la familia Lamiaceae. Su única especie: Chaiturus marrubiastrum, es originaria de Europa.

## Taxonomía
Chaiturus marrubiastrum fue descrita por (L.) Ehrh. ex Rchb.   y publicado en Fl. Germ. Excurs. 1: 317 1831.
Sinonimia
- Cardiaca leonuroides Willd.
- Cardiaca marrubiastrum (L.) Schreb.
- Cardiaca marrubiastrum (L.) Medik.
- Chaiturus leonuroides Willd.
- Chaiturus marrubiastrum (L.) Spenn.
- Chaiturus marrubifolius St.-Lag.
- Leonurus marrubiastrum L.
- Leonurus marrubiastrum var. simplicissimus K.Koch
- Leonurus marrubifolius St.-Lag.
- Leonurus parviflorus Salisb.[3]